# Battaglia del convoglio Campobasso
La battaglia del convoglio Campobasso venne combattuta nella notte tra il 3 e il 4 maggio 1943 nelle acque al largo di Capo Bon in Tunisia, durante i più ampi eventi della battaglia del Mediterraneo della seconda guerra mondiale.
Impegnato a rifornire la testa di ponte dell'Asse in Tunisia, un piccolo convoglio della Regia Marina italiana composto dalla torpediniera Perseo e dal piroscafo Campobasso fu attaccato da una formazione di tre cacciatorpediniere della Royal Navy britannica. Dopo una breve e impari battaglia, le due navi italiane furono affondate con gravi perdite umane tra il personale imbarcato.

## Antefatti
Dopo la vittoria dei reparti britannici e del Commonwealth nella seconda battaglia di El Alamein (23 ottobre - 5 novembre 1942) e lo sbarco degli anglo-statunitensi in Marocco e Algeria (Operazione Torch, 8 novembre 142), le forze italo-tedesche in Nordafrica si erano ritirate in Tunisia. Dopo alcune battute di arresto e una lunga preparazione, nel marzo 1943 gli Alleati iniziarono l'offensiva finale per eliminare le residue forze dell'Asse dalla Tunisia, e alla fine di aprile gli italo-tedeschi erano stati progressivamente respinti in una ristretta testa di ponte compresa tra Biserta, Tunisi e la penisola di Capo Bon. Nel frattempo, la Regia Marina italiana aveva dato fondo a tutte le sue risorse per mantenere un flusso costante di rifornimenti a favore delle forze dell'Asse in Tunisia; questo compito si era rivelato gravosissimo: per quanto il tragitto tra le coste italiane e la Tunisia fosse relativamente breve, esso era interamente esposto agli attacchi degli Alleati, sia tramite bombardamenti aerei (la minaccia più grave) che tramite attacchi di mezzi insidiosi come sommergibili e motosiluranti. Non da ultimo, la Royal Navy aveva dislocato due formazioni di navi da guerra a Bona (Force Q) e Malta (Force K) per condurre attacchi di superficie ai convogli italiani; l'intercettazione di questi ultimi era del resto resa più facile per gli Alleati dalle segnalazioni fornite da sistema "Ultra" di decrittazione delle comunicazioni in codice dell'Asse, nonché dal fatto che i convogli dovevano seguire rotte piuttosto rigide nel loro transito attraverso il canale di Sicilia, ingombro ormai di numerosi campi di mine navali.
Alla fine di aprile 1943 le rotte di rifornimento erano state quasi del tutto tranciate e nessun convoglio riusciva più a passare senza subire perdite gravi; le stesse unità di scorta della Regia Marina (cacciatorpediniere e torpediniere) erano state gravemente falcidiate nei ranghi. Continuare le missioni di rifornimento appariva ormai come un'azione completamente assurda e senza speranza, visto anche che i reparti italo-tedeschi in Tunisia apparivano come prossimi alla capitolazione totale davanti alle schiaccianti forze degli Alleati; ma per ordine diretto di Adolf Hitler la testa di ponte tunisina doveva essere difesa fino all'ultimo uomo onde ritardare il più possibile uno sbarco degli Alleati nell'Europa meridionale. Il Comando supremo italiano, nonostante il parere negativo di Supermarina, ricevette l'ordine di continuare le missioni di rifornimento «per ragioni morali», ovvero per non demoralizzare i reparti italo-tedeschi ormai messi con le spalle al muro.
In questo contesto, il 29 aprile 1943 la torpediniera Perseo, al comando del capitano di corvetta Saverio Marotta, lasciò Pozzuoli per scortare a Tunisi il piroscafo Campobasso, ex mercantile francese Bonifacio di preda bellica italiana da 3566 tonnellate di stazza lorda, salpato in contemporanea da Napoli; il Campobasso recava a bordo un carico di carburante, munizioni, bombe d'aereo, veicoli, artiglieria e 58 soldati italiani e tedeschi, mentre la Perseo aveva preso a bordo altri 50 marinai italiani destinati la Comando navale di Tunisi. Riunitesi nel golfo di Napoli, le due unità proseguirono quindi verso sud alla volta del canale di Sicilia, ma la Perseo accusò un'avaria alle macchine e il piccolo convoglio dovette quindi dirigere per Pantelleria e sostare in rada per le riparazioni alla torpediniera. Le due navi rimasero a Pantelleria per tre giorni, in attesa delle migliori condizioni per tentare di coprire l'ultimo tratto della rotta per Tunisi; si rincorsero vari ordini e contrordini circa lo svolgimento della missione, ma alla fine alle 14:00 del 3 maggio Supermarina trasmise per radio le disposizioni finali per il viaggio, stabilendo anche un rigido e dettagliato itinerario, con orari e velocità da rispettare, per transitare attraverso l'intrico di campi minati nel canale di Sicilia. Dopo essersi rifornita a Pantelleria, la Perseo salpò quindi alle 19:15 del 3 maggio, facendo rotta verso ovest per Tunisi seguita dal Campobasso alla ridotta velocità di otto nodi. Quello stesso giorno salpò da Trapani per Tunisi un altro piccolo convoglio composto dalla motonave Belluno scortata dalla torpediniera Tifone, mentre il giorno dopo salparono da Napoli per la Tunisia il piroscafo Sant'Antonio scortato dalle torpediniere Groppo e Calliope.

## La battaglia

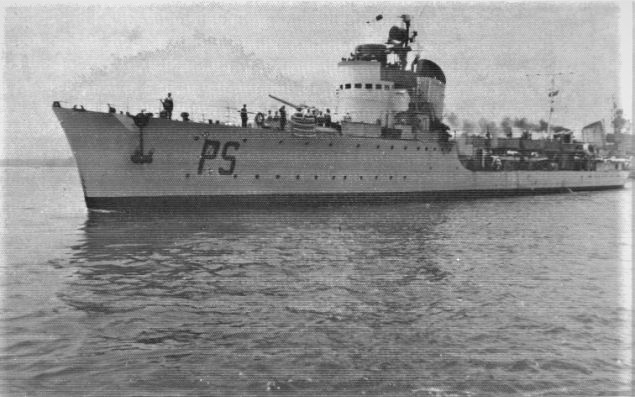
Una foto della torpediniera italiana Perseo

Grazie alle intercettazioni di Ultra i movimenti delle navi italiane erano ben noti ai comandi degli Alleati, e del resto già il 2 maggio aerei da ricognizione avevano segnalato la presenza del Campobasso a Pantelleria. Nel pomeriggio del 3 maggio tre cacciatorpediniere britannici della Force K (HMS Nubian, HMS Paladin e HMS Petard) salparono da Malta per andare a pattugliare le acque del canale di Sicilia in attesa del convoglio italiano, il cui transito era previsto per quella notte; il capitano di fregata Douglas Eric Holland-Martin dirigeva le operazioni da bordo del Nubian.
Scesa la notte il convoglio italiano aveva intrapreso una complessa rotta a zig-zag per passare attraverso i campi minati, mantenendo un rigido silenzio radio; la notte era molto buia, con foschia e bassa visibilità in prossimità della costa tunisina. Intorno alle 23:25 la Perseo, grazie all'apparato di rilevazione "Metox" tedesco installato a bordo, rilevò emissioni radar nemiche attribuite a un aereo da ricognizione degli Alleati. Il capitano Marotta ruppe il silenzio radio e comunicò a Supermarina di essere stato avvistato dal nemico, senza ricevere comunque altri ordini dall'alto comando; la Perseo comunicò al Campobasso di aumentare l'andatura, ma quest'ultimo segnalò di essere in grado di sviluppare solo una velocità massima di dieci nodi e solo per un periodo ridotto. Intorno alle 23:40 il convoglio italiano si trovava a 22 miglia a sud-est di Capo Bon, quando fu avvistato dalla formazione britannica: dopo aver lasciato Malta e diretto a ovest alla massima velocità, le unità di Holland-Martin erano giunte al largo di Kélibia e stavano pattugliando la zona in attesa delle navi italiane. Avvistata sul radar una nave a circa tre miglia di distanza sulla sinistra, le navi britanniche ridussero la velocità a 20 nodi e diressero verso il contatto procedendo in linea di fila con il Nubian ad aprire, il Petard al centro e il Paladin in coda.
Avvistata anche otticamente l'unità, che si rivelò essere il piroscafo Campobasso, alle 23:47 (secondo fonti britanniche, alle 23:35 secondo fonti italiane) i cacciatorpediniere britannici aprirono il fuoco: il Petard sparò alcuni proiettili illuminati, mentre il Nubian diresse verso il mercantile dieci salve dei suoi pezzi da 120 mm, centrandolo ripetutamente a prua, a poppa e in plancia e appiccando un incendio. Comunicato via radio a Supermarina l'avvenuto attacco, la Perseo invertì la rotta e cercò di sfilare accanto al Campobasso per coprirlo con una cortina fumogena, ma gli apparati nebbiogeni di bordo non funzionarono; nonostante l'inferiorità dell'armamento a disposizione (appena tre cannoni da 100 mm contro i sedici pezzi da 120 mm portati complessivamente dalle navi britanniche), il capitano Marotta cambiò rotta e diresse risolutamente contro il nemico per lanciare un contrattacco. Il Nubian fu il primo ad accorgersi della presenza della torpediniera, accelerò a 30 nodi e iniziò a sparare su di essa venendo ben presto seguito anche dal Petard e dal Paladin; la torpediniera italiana riuscì a lanciare i quattro siluri di cui era armata ma non colpì nessun bersaglio, dopodiché cercò di allontanarsi dirigendo verso Capo Bon. Alle 23:48 una violenta esplosione verificatasi a bordo dell'incendiato Campobasso rischiarò la scena e consentì ai britannici di aggiustare il tiro sulla torpediniera, ulteriormente illuminata dai bengala lanciati da un aereo alleato e dai proiettili illuminati sparati dai cacciatorpediniere di Holland-Martin. Mentre cercava di svicolare, alle 23:52 la Perseo accusò un'avaria al timone principale (forse colpito da una cannonata) e, prima che potesse entrare il funzione il timone di riserva, un minuto dopo fu raggiunta in rapida successione da diversi colpi dei cannoni britannici: venne centrato il cannone di prua, la sala radio, la plancia e la sala macchine di prua, dove l'esplosione di una caldaia riversò fiamme e vapore surriscaldato che fece strage tra il personale lì presente.

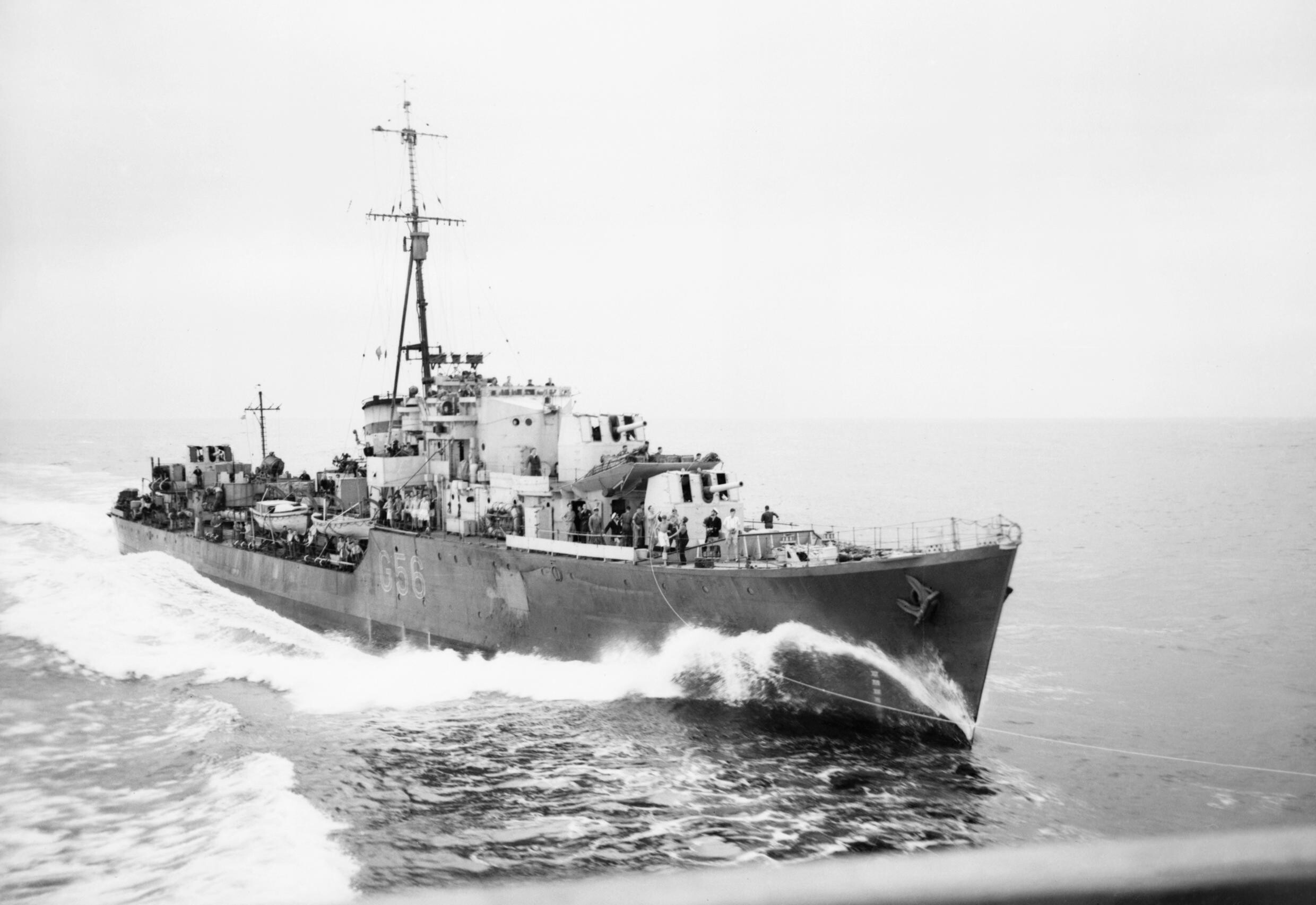
Il cacciatorpediniere HMS Petard in navigazione nel 1943

La Perseo si ritrovò immobilizzata, e con buona parte dei suoi ufficiali uccisa o ferita; lo stesso capitano Marotta ebbe un braccio amputato. I due cannoni da 100 mm di poppa continuavano a fare fuoco contro i britannici unitamente al complesso di mitragliere antiaeree situato sulla tuga centrale, azionato in solitaria dall'unico servente rimasto in vita, il marinaio cannoniere Carlo Fiore; rimasto ucciso dopo essere stato colpito da una scheggia, Fiore fu poi insignito postumo della Medaglia d'argento al valor militare. L'unico ufficiale rimasto incolume, il sottotenente di vascello Romualdo Balzano, assunse il comando della Perseo, ma la nave stava ormai accusando un grave sbandamento sulla dritta e alle 23:55 venne impartito l'ordine di abbandonare l'unità; mentre l'equipaggio si gettava in mare ordinatamente i britannici sospesero il tiro, salvo riprenderlo alle 23:58 dopo essersi avvicinati a meno di 300 metri. Il capitano Marotta fu portato a bordo di un'imbarcazione di salvataggio, ma questa si rovesciò e l'ufficiale scomparve in mare: fu insignito postumo della Medaglia d'oro al valor militare, mentre altri cinque membri dell'equipaggio (tra cui il sottotenente Balzano, l'unico a non essere insignito alla memoria) ricevettero la Medaglia di bronzo al valor militare.
I cacciatorpediniere britannici si allontanarono dal luogo dello scontro e procedettero in direzione della costa tunisina alla ricerca di altre navi nemiche, ma senza trovare niente; il convoglio composto da Tifone e Belluno, che aveva osservato a distanza la distruzione del convoglio Campobasso, riuscì a svicolare senza essere visto e a procedere senza danni verso Tunisi. Holland-Martin distaccò quindi il Paladin perché andasse a dare il colpo di grazia alla Perseo, mentre il Nubian e il Petard andavano a fare lo stesso con il Campobasso. Centrato nel deposito delle munizioni da altre cannonate e forse anche da un siluro, lo scafo sventrato della Perseo affondò intorno all'01:00 del 4 maggio a circa sette miglia e mezzo a est di Kélibia; in fiamme da prua a poppa, una mezz'ora dopo lo scafo del Campobasso esplose fragorosamente e si inabissò a circa 22 miglia a est di Capo Bon prima ancora che i britannici potessero avvicinarsi per dargli il colpo di grazia. I cacciatorpediniere britannici recuperarono una decina di naufraghi del Campobasso, dopodiché si allontanarono dal luogo della battaglia dirigendo per Malta.

## Conseguenze
Intorno alle 06:00 del 4 maggio i tre cacciatorpediniere britannici avvistarono la nave ospedale italiana Principessa Giovanna che, salpata da Trapani nel pomeriggio del 3 maggio, era diretta a Tunisi per imbarcare un carico di feriti e ammalati; i britannici comunicarono alla Principessa Giovanna la posizione delle navi affondate nella precedente battaglia e, prima di allontanarsi e rientrare a Malta, la guidarono sul posto perché potesse iniziare le operazioni di recupero dei naufraghi. La Principessa Giovanna continuò le operazioni di soccorso fino alle 12:30 del 4 maggio, per poi dirigere a Tunisi dove arrivò quella sera stessa: furono tratti in salvo 67 marinai della Perseo e quattro del Campobasso. Sedici superstiti del piroscafo giunsero a Pantelleria a bordo di una piccola imbarcazione, mentre altri superstiti della Perseo riuscirono a raggiugere la terraferma per proprio conto. La Principessa Giovanna lasciò Tunisi nel pomeriggio del 5 maggio (due giorni prima della caduta della città in mano agli Alleati) dopo aver imbarcato 788 feriti e ammalati che andarono ad aggiungersi ai naufraghi della battaglia del 3-4 maggio; durante il viaggio di rientro attraverso il canale di Sicilia, nonostante esponesse i previsti contrassegni della Croce Rossa la nave fu per due volte bombardata e mitragliata da caccia Curtiss P-40 degli Alleati, riportando a bordo 54 morti e 52 feriti tra degenti ed equipaggio: per numero di vittime fu il più grave attacco subito da una nave ospedale italiana durante la guerra. La Principessa Giovanna arrivò quindi a Trapani nel pomeriggio del 6 maggio: contando anche le vittime riportate nel viaggio di rientro della Principessa Giovanna, la Perseo accusò 133 caduti sui 216 uomini imbarcati al momento della battaglia, cui sommare altre 76 vittime registrate a bordo del Campobasso.
Il convoglio Tifone-Belluno arrivò felicemente a Tunisi nelle prime ore del 4 maggio, ma a parte altre tre piccole imbarcazioni tedesche arrivate poco dopo da Trapani quello fu l'ultimo convoglio dell'Asse a raggiungere la Tunisia; il piroscafo Sant'Antonio fu attaccato il 5 maggio da bombardieri statunitensi e colato a picco prima ancora che potesse imboccare il canale di Sicilia, dopodiché Supermarina sospese l'invio di ulteriori convogli. Gli scontri in Tunisia stavano ormai per concludersi: il 6 maggio, mentre cercava di rientrare in Italia, il convoglio Tifone-Belluno fu attaccato da aerei statunitensi al largo di La Goletta e le due navi, gravemente danneggiate, dovettero dirigere a incagliarsi sulla costa dove si autoaffondarono il giorno seguente; quello stesso 7 maggio gli Alleati entrarono a Tunisi e Biserta, mentre gli ultimi reparti italiani asserragliati sulla punta di Capo Bon si arresero il 13 maggio, ponendo fine alla campagna.